# Villa Palagonia
Villa Palagonia je patricijská vila v Bagherii, 15 km od Palerma, na jihu Itálie. Samotná vila, stavěná od roku 1715 architektem Tommasem Napolim za pomoci Agatina Daidoneho, je jedním z nejstarších příkladů sicilského baroka. Její popularita však pochází hlavně ze soch monster s lidskými tvářemi, které zdobí její zahradu a její zeď, a získala jí přezdívku Villa dei Mostri.
Groteskní sochy, pořízené tehdejším majitelem Francescem Ferdinandem II. Gravinem, už fascinovali cestovatele po Itálii jako byl Henry Swinburne, Patrick Brydone, John Soane nebo Johann Wolfgang von Goethe. Fantastická architektura byla oceněna zejména surrealisty kolem André Bretona.
Vila je od roku 1885 ve vlastnictví rodiny Castronovo; zahrada a banketové sály jsou přístupné.

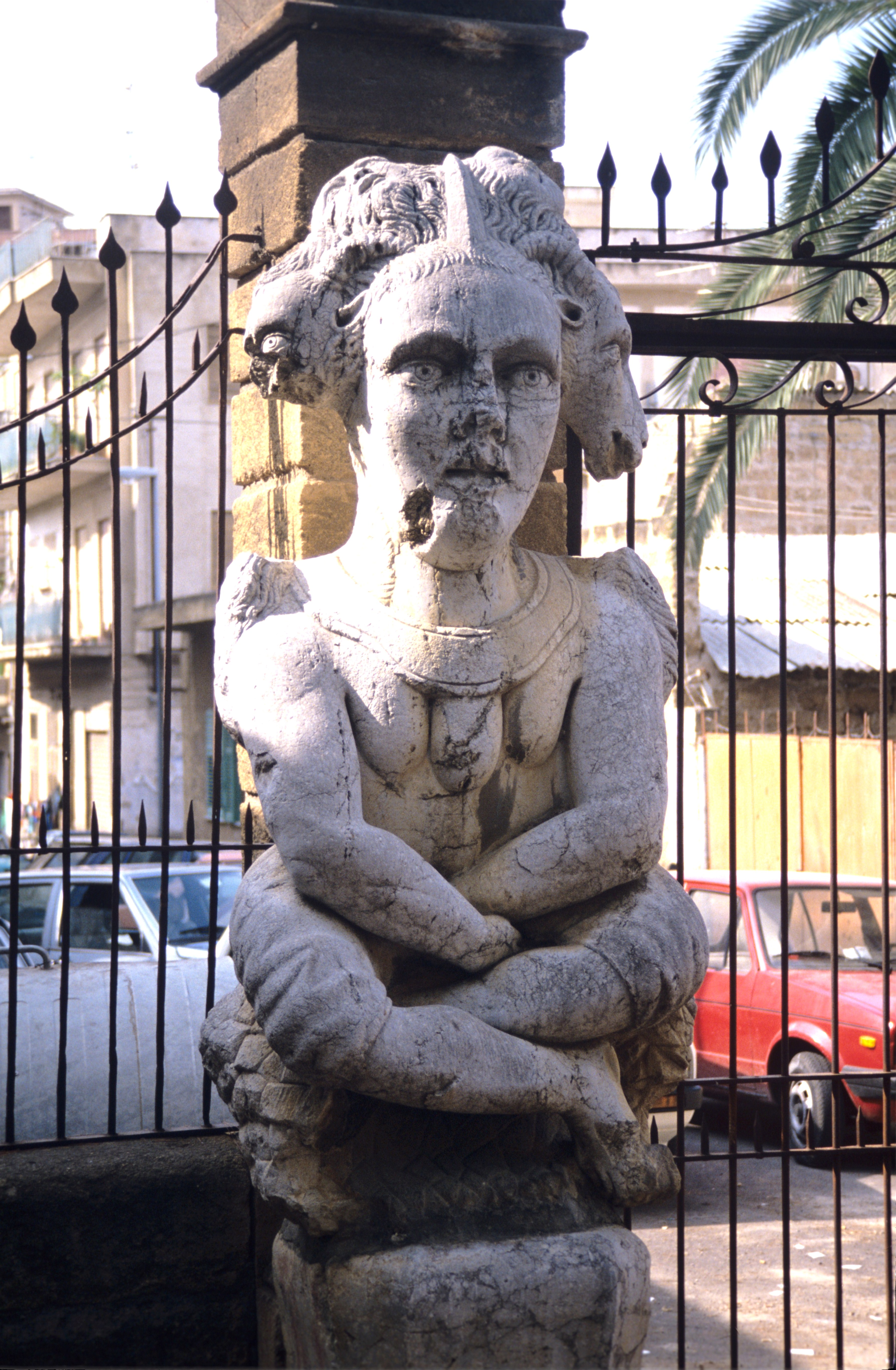
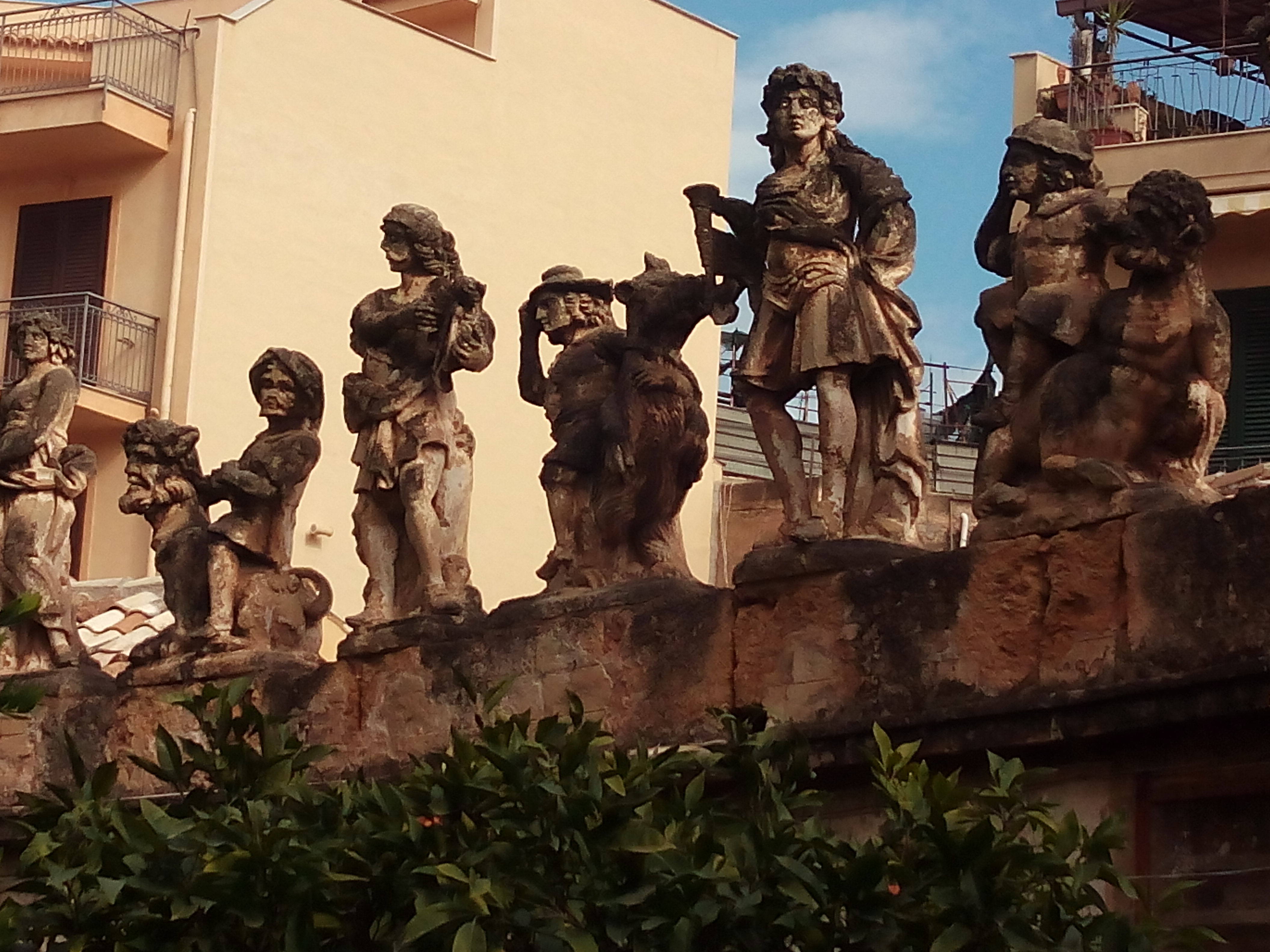
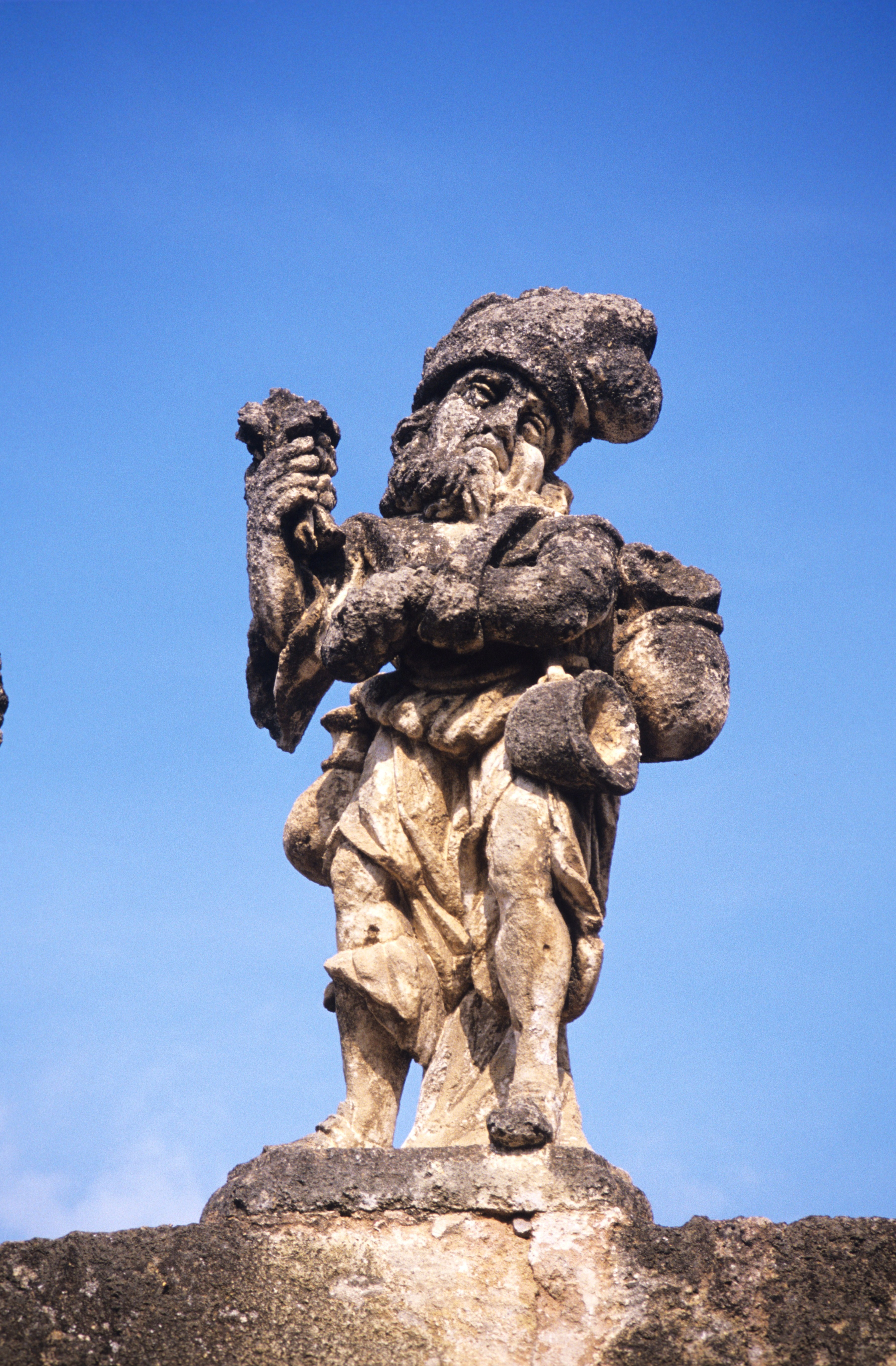